# José Antonio Aguirre
José Antonio Aguirre Lekube, in basco Agirre ta Lekube'taŕ Joseba Andoni (Bilbao, 6 marzo 1904 – Parigi, 22 marzo 1960), è stato un politico spagnolo e nazionalista basco, primo Lehendakari dei Paesi Baschi.

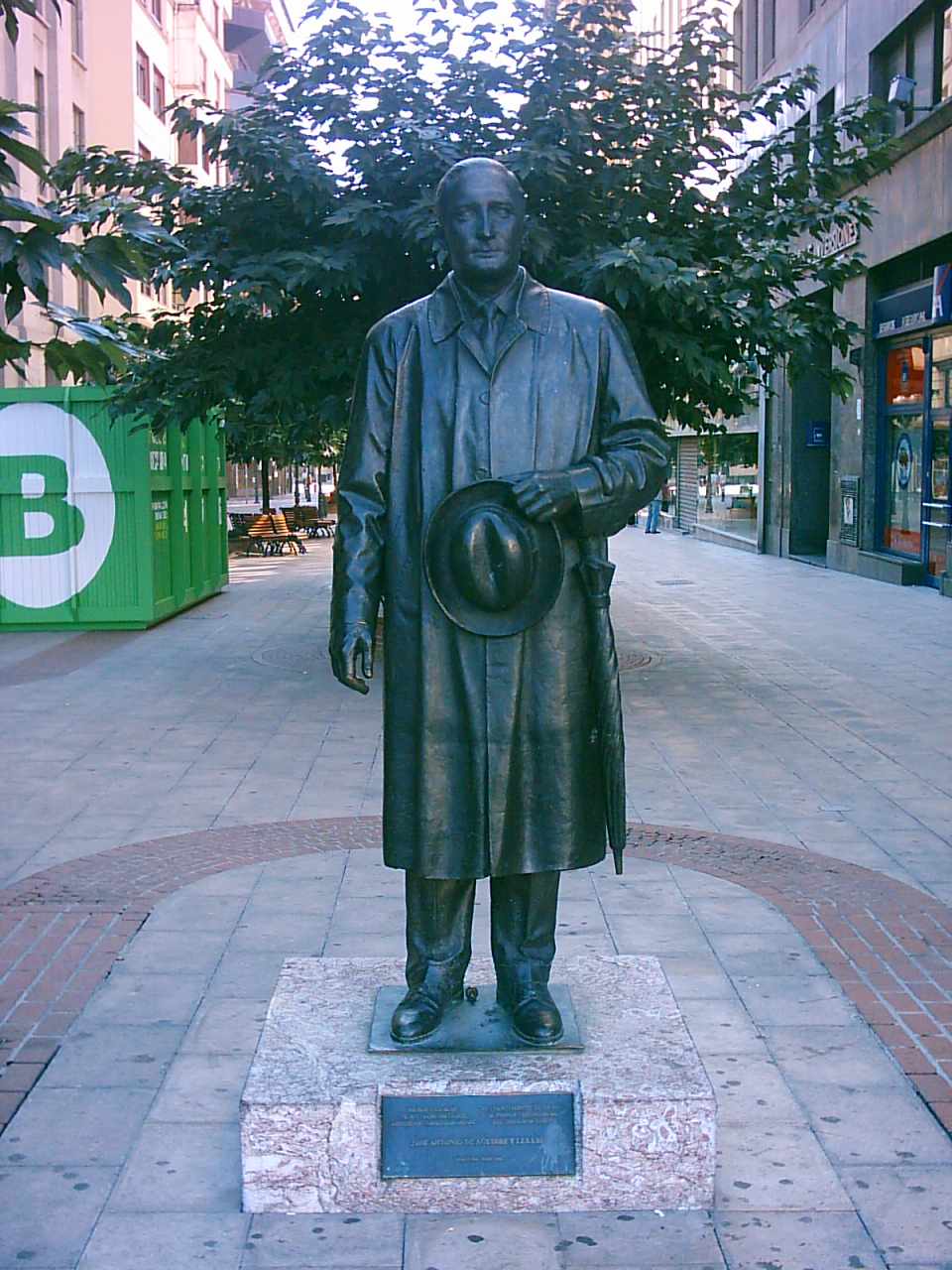
Statua di Aguirre a Bilbao

Fu un militante del Partito Nazionailsta Basco e primo lehendakari del Governo basco, nel quale assunse anche la carica di Consigliere della difesa durante la guerra civile spagnola. Durante il suo mandato, il governo basco combatté a fianco della Seconda Repubblica spagnola e creò un esercito basco.

## Infanzia e formazione

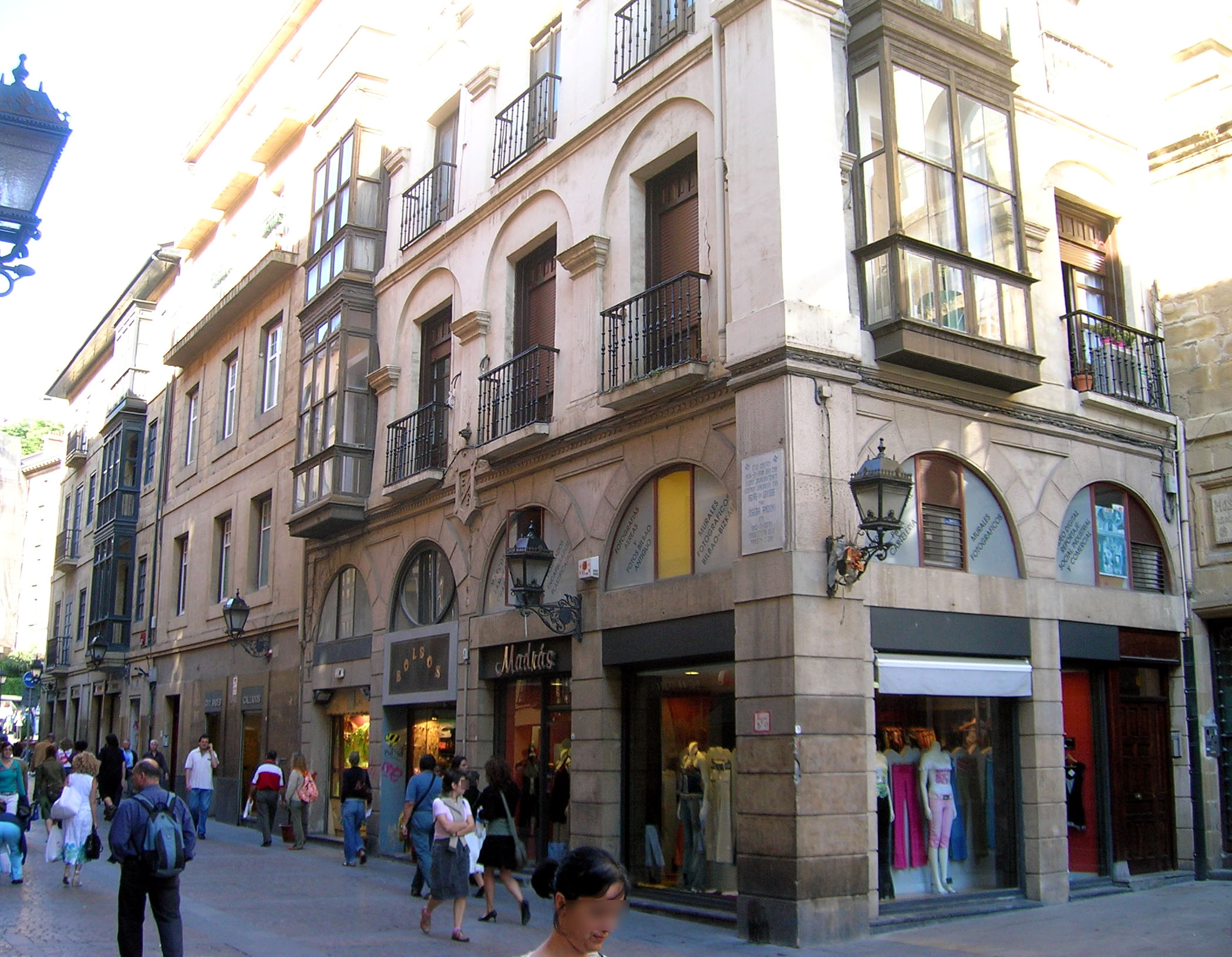
Casa natale di Aguirre nel Casco Viejo de Bilbao

Giocatore dell'Athletic Bilbao dal 1921 al 1926, si laureò in giurisprudenza presso l'Università di Deusto.
Alla morte del padre, si fece carico della fabbrica familiare di cioccolato e, a 27 anni, appena instaurata la seconda repubblica spagnola, venne eletto sindaco della città di Getxo.

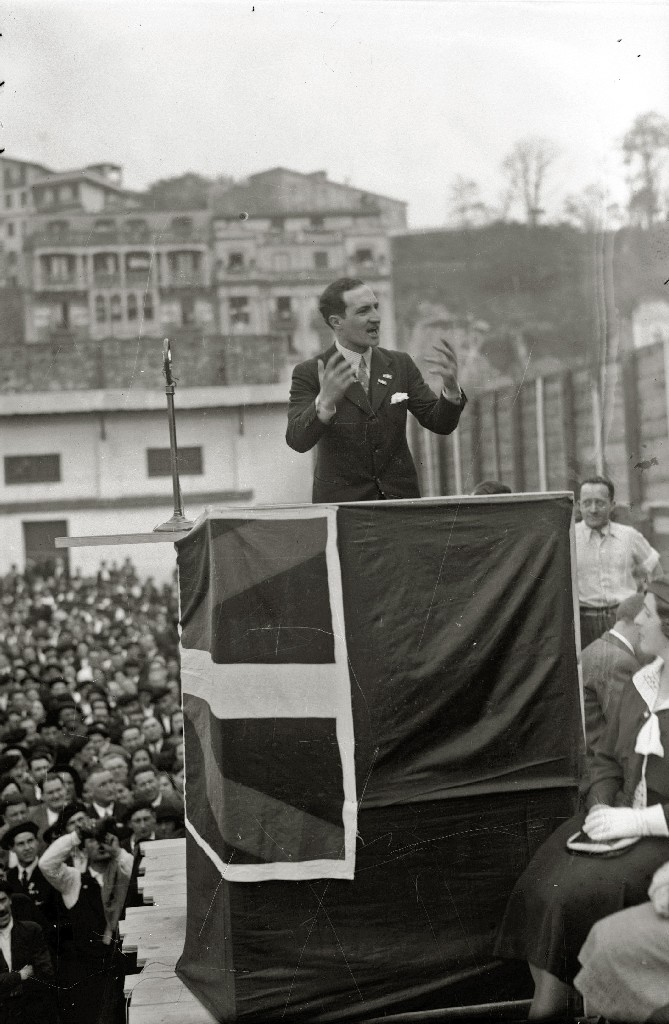
All'Aberri Eguna del 1933

## Statuto di autonomia e guerra civile
Aguirre intervenne decisivamente al fine di scrivere uno statuto che sancisse l'autonomia basca, redigendolo tra il 1931 e il 1932, nel quale si includeva anche la Navarra nel territorio basco.
Il 5 novembre 1933, due settimane prima delle elezioni generali del 19 novembre, indisse un referendum nelle province di Álava, Gipuzkoa e Biscaglia, nel quale si richiedeva l'approvazione del nuovo testo dello statuto, in cui si abbandonava definitivamente l'inclusione della Navarra.
Il testo fu approvato con larghissima maggioranza (459 000 voti a favore, 14 000 contrari), anche se in Álava i voti favorevoli non raggiunsero il 50% degli aventi diritto.
Tuttavia lo scioglimento delle Cortes prima delle elezioni generali, i ritardi del governo e la posizione contraria del Partito Carlista all'incorporazione dell'Álava contribuirono a bloccare lo statuto fino all'inizio della guerra civile.

## Il governo di Euskadi
Il 7 ottobre seguente, in una votazione a cui parteciparono i rappresentanti delle province basche, in cui essi rappresentavano tanti voto quanti ne avevano ottenuti nelle precedenti elezioni municipali, José Antonio Aguirre fu eletto "lehendakari".
Dopo una cerimonia religiosa nella basilica di Begoña, nella quale giurò fedeltà alla fede cattolica, alla sua patria basca e al partito, si recò a Guernica dove, a fianco dell'albero di Gernika (Gernikako Arbola), fece il giuramento in euskera:
Formò un governo di concertazione, non senza tensioni, nel quale furono presenti nazionalisti, socialisti, comunisti e altri settori repubblicani, che esercitò i suoi poteri in Vizcaya fino alla caduta di Bilbao.
Contestualmente venne formato anche un esercito basco, formato da battaglioni dalle differenti ideologie, come nel caso della formazione del governo stesso. Aguirre fu fedele alla Seconda Repubblica spagnola, sapendo che il futuro di Euskadi era dipendente da una vittoria repubblicana.
Male armato e poco addestrato, l'esercito basco, riuscì a mobilitare 100 000 soldati. Una delle carenze più gravi, fu la mancanza di artiglieria pesante e dell'aviazione. Famose sono le richieste disperate di Aguirre ai suoi alleati Indalecio Prieto e Manuel Azaña, al fine di ottenere attrezzature adatte.
Nel giugno del 1937 i franchisti vinsero la Battaglia di Bilbao, sfondando la "cintura di ferro" posta a protezione della città di Bilbao, anche grazie al tradimento di Alejandro Goicoechea, ingegnere che aveva progettato la fortificazione. Aguirre trasferì il suo governo a Turtzioz, poi a Santander, e a marzo in Catalogna, dove si organizzò per proseguire la lotta con i suoi uomini.
Nel frattempo, il dirigente nazionalista basco Juan de Ajuriaguerra stipulò a Santoña (città della Cantabria) una resa con gli italiani (Patto di Santoña). Francisco Franco tuttavia non accettò questo accordo, mettendo i suoi uomini alla ricerca di Aguirre, a sua volta favorevole alla continuazione del conflitto.

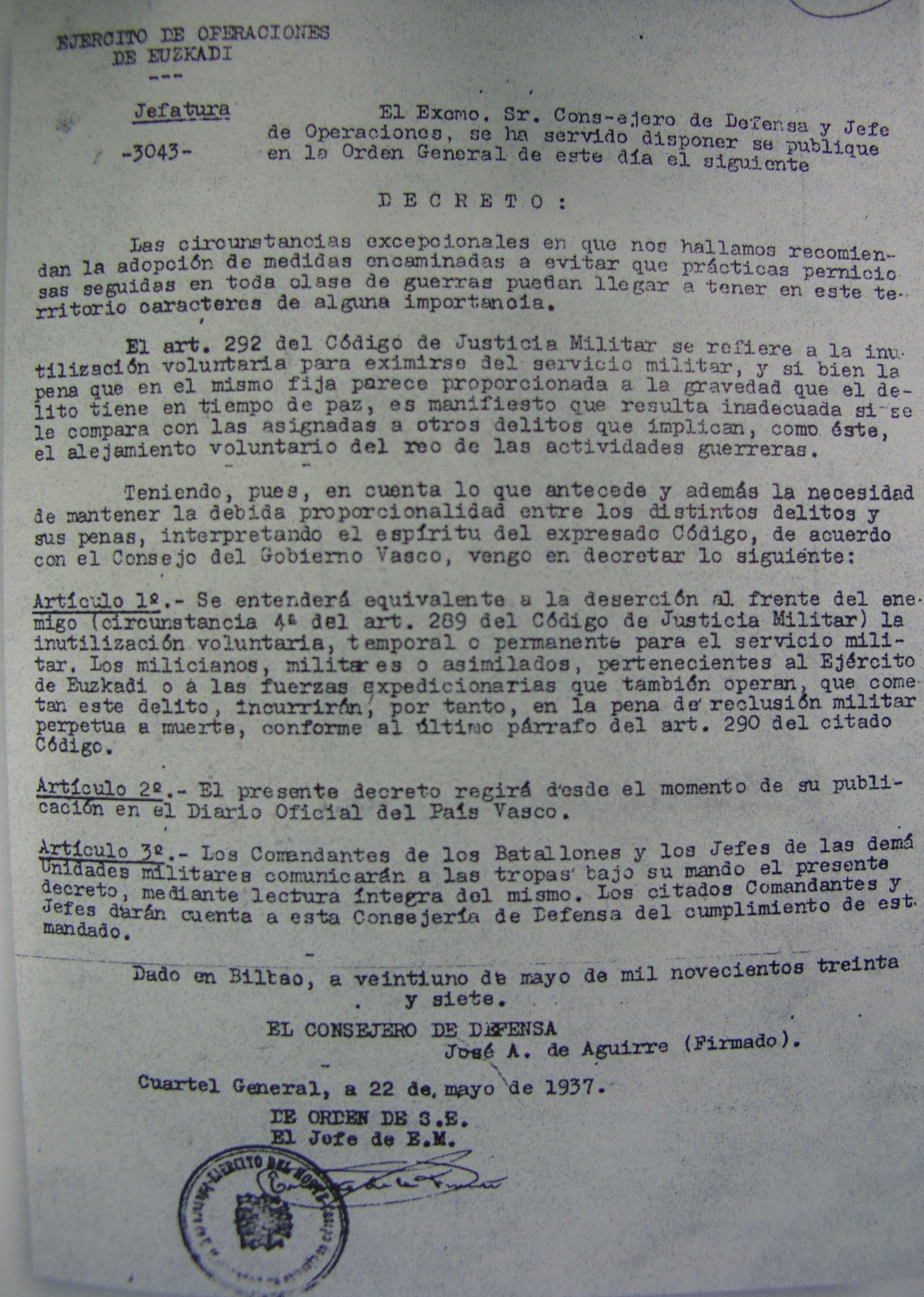
Documento firmato da Aguirre nel 1937

## L'esilio
Aguirre, primo lehendakari della storia, fuggì in Francia alla fine della guerra.
Perseguitato per anni da agenti di Franco, dovette scappare prima in Francia da cui, fino al 1941, diresse il Governo basco dall'esilio di Parigi. Quando la Francia venne occupata dai nazisti, alleati di Franco, poté riparere a Berlino sotto false generalità grazie a documenti fornitigli dal bretone Yann Fouéré.
Sotto la protezione di un ambasciatore panamense, raggiunse la Svezia e, evitando l'intelligence delle SS tedesche, arrivò a Rio de Janeiro in Brasile a bordo della nave Vasaholm il 27 agosto 1941, unitamente a moglie e figli.
Dopo un solo mese il rischio di essere scoperto lo portò a scrivere a Ramón María de Aldasoro, che guidò la delegazione Euzkadi a Buenos Aires, al fine di poter raggiungere l'Argentina.
Tuttavia il piano non riuscì, a causa delle simpatie che le autorità argentine nutrivano nei confronti del "Nuovo Ordine" europeo.
Quindi Aguirre fece richiesta di asilo politico in Uruguay: qui il presidente Alfredo Baldomir non solo accondiscese alla proposta, ma gli tributò tutti gli onori corrispondenti alla sua carica.
Successivamente giunse a New York, dove rimase fino al 1946 facendo il professore alla Columbia University.

### Dopo la seconda guerra mondiale

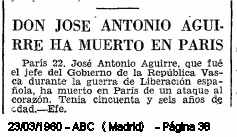
Articolo sulla scomparsa nel 1960

Le sue generalità vennero ripristinate al termine del conflitto, quando ottenne il visto per New York. Qui, grazie alla protezione di baschi residenti negli Stati Uniti, ottenne un posto come docente alla Columbia University.
Ritornò quindi in Francia, dove Aguirre si adoperò per la creazione della Lega internazionale degli Amici dei baschi, che raggiunse 50 000 aderenti, tra cui figure religiose (come i cardinali Verdier e Griffin), politici, intellettuali, artisti e scrittori.
Partecipò al Congresso de L'Aia, dove i leader dell'Unione europea discussero l'idea di un'Europa unita e federata, promuovendo la sua idea di un'unione dei popoli d'Europa.
Nel frattempo il governo in esilio promosse scioperi di massa che scossero il Paese basco nel 1947 e 1951. A margine di questi avvenimenti si verificarono sollevazioni popolari anche nei territori francesi dell'Euskadi, situazione che indusse il governo francese a confiscare gli uffici del governo basco presso l'avenue Marceau a Parigi, e la consegna degli stessi ai rappresentanti della dittatura franchista. Nel 1954 il ministro degli Interni, François Mitterrand, vietò l'emissione di Radio Euskadi.
Infine l'ingresso della Spagna franchista nelle Nazioni Unite nel 1955 fu un duro colpo per il governo in esilio.
Aguirre è morto a Parigi il 22 marzo 1960 a causa di un attacco cardiaco, all'età di 56 anni. Il suo corpo venne inviato dalla capitale francese a Saint-Jean-de-Luz, nel Paese basco settentrionale, dove trascorse una notte nella casa Monzón. Fu sepolto il 28 marzo nella chiesa parrocchiale della stessa cittadina.